# تیلویتسا کلنیا
تیلویتسا کلنیا (به لاتین: Tylwica-Kolonia) یک منطقهٔ مسکونی در لهستان است که در Gmina Michałowo واقع شده‌است.